# Médaille d'honneur des contributions indirectes
La médaille d'honneur des contributions indirectes a été créée par décret du 29 décembre 1897.

## Description
La médaille fut créée en complément de la médaille d'honneur des douanes.
Le ruban est blanc avec six rayures vertes.
Sur l'avers de la médaille, il y a une effigie de la République avec les mots « République française ». Sur le revers est inscrit « Honneur dévouement » entourée de « Direction générale des contributions indirectes ». Le trophée représente un livre posé sur un feuillage de vigne et de raisin qui est vraisemblablement un portatif, c’est-à-dire le registre sur lequel les agents des Contributions Indirectes consignaient leurs constatations.
La médaille fut décernée pour la dernière fois en 1968.